# Georissa laevigata
Georissa laevigata е вид коремоного от семейство Hydrocenidae.

## Разпространение
Видът е разпространен в Гуам.